# David Chipperfield
David Alan Chipperfield (London, 1953. december 18. –) Pritzker-díjas brit építész, a kortárs minimalista építészet egyik legismertebb alakja.

## Pályafutása
A Londonban született Chipperfield 23 évesen, az Architectural Association építészeti iskolájában szerzett diplomát, majd 1978- 1984 között Douglas Stephen, Richard Rogers és Norman Foster irodájában dolgozott. 1984-ben alapította saját műhelyét, David Chipperfield Architects  Archiválva 2011. február 18-i dátummal a Wayback Machine-ben néven. A David Chipperfield Architects mára több mint 250 szakembert foglalkoztat, és három városban: Londonban, Milánóban és Berlinben tart fenn irodát.
Első komolyabb saját megbízása egy Issey Miyake számára tervezett divatüzlet volt a londoni Sloane Streeten, 1985-ben. Ennek sikere nyomán több megbízást kapott Japánban, a nyolcvanas évek nagy nyugati építészhullámának előhírnökeként. Itt kezdődött nemzetközi karrierje, amelynek köszönhetően ma is számottevően több épülete áll Nagy-Britannián kívül, mint szülőföldjén.
Az 1990-es években kezdett el Németországban dolgozni; 1999-ben neki ítélték a Heinrich Tessenowról elnevezett, a nemzetközi építészvilág kiemelkedő tehetségeinek elismerésére alapított kitüntetést. 2000-ben egyike volt a brit pavilon kiállítóinak a Velencei Építészeti Biennálén, 2012-ben pedig ő maga volt a rendezvény kurátora.
2003-ban A Brit Birodalom Érdemrendjének parancsnoki fokozatával tüntették ki, 2010-ben II. Erzsébet lovaggá ütötte. 2012-ben a 13. Velencei Nemzetközi Építészeti Kiállítás központi kurátorának kérték fel, amelyhez a "Common Ground" mottót választotta.

## Legfontosabb művei

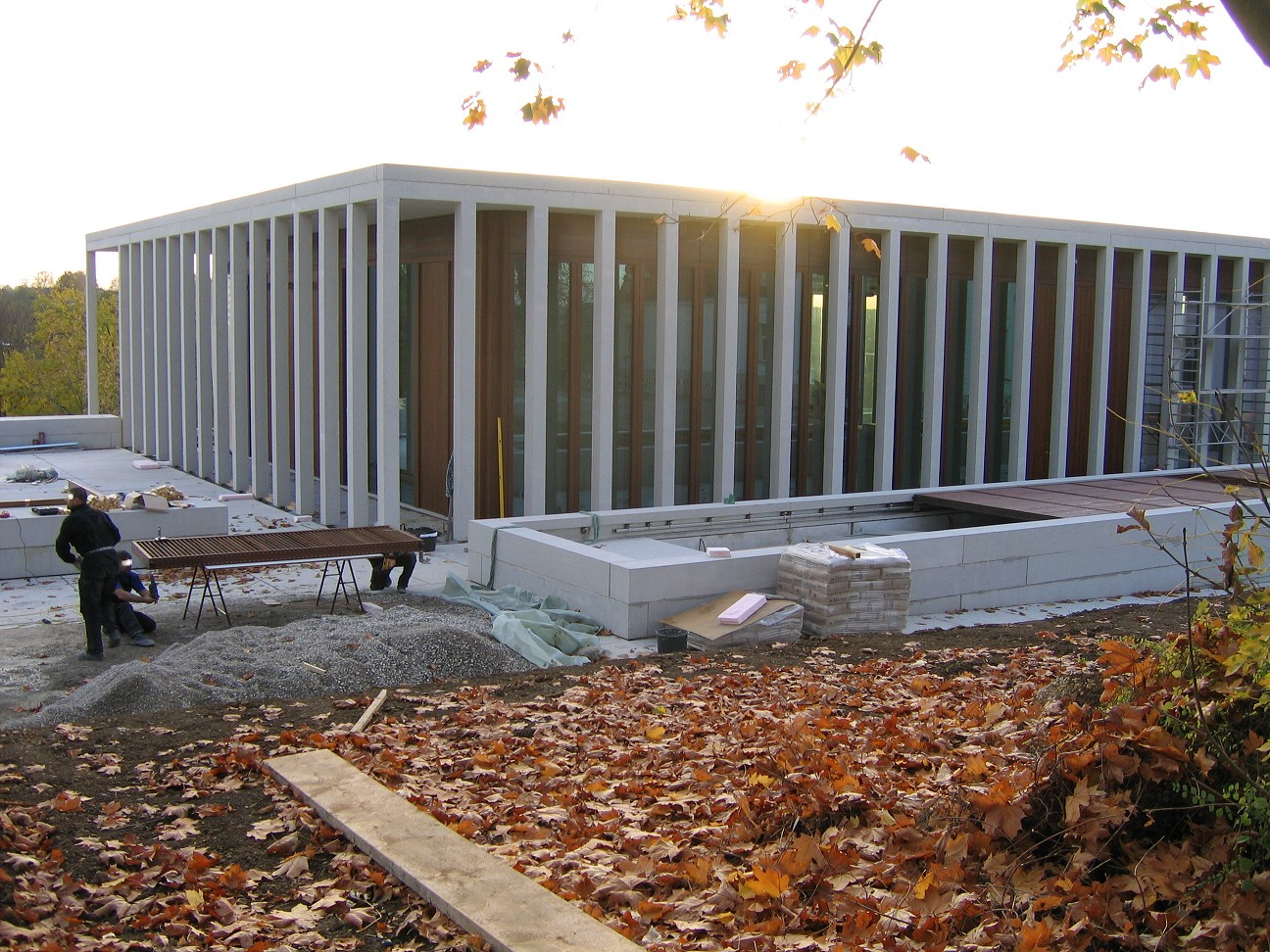
A Modern Irodalmi Múzeum épülete Marbach am Neckarban, 2005-ben.

2002-2006 között a tervei szerint épült fel a Modern Irodalom Múzeuma Friedrich Schiller szülővárosában, Marbach am Neckarban. A horizontális tömegekből álló épületbővítés oszlopsorai a klasszicizmus méltóságteljes portikuszait idézik. 2005-2006-ban az Atlanti-óceánon rendezett vitorlásverseny, az Amerika Kupa rendkívül látványos, konzolosan egymás felett lebegő tömegekből építkező központi épülete készült el a spanyolországi Valenciában. 2007-ben mindkét házat Stirling-díjra jelölték, amelyet végül a németországi épület kapott meg.
A kétezres évek második felében két nagyméretű igazságügyi komplexumra kapott megbízást. A 2002-2009 között elkészült barcelonai, illetve a 2011-ben elkészülő salernói alapvetően hasonló formajegyeket mutat: a nagyméretű, geometrikus tömböket csak a csíkszerűen elhelyezett vertikális ablaksávok tagolják, az épületegyüttesek távlati képét pedig az egyes tömbök eltérő színezése teszi változatossá.

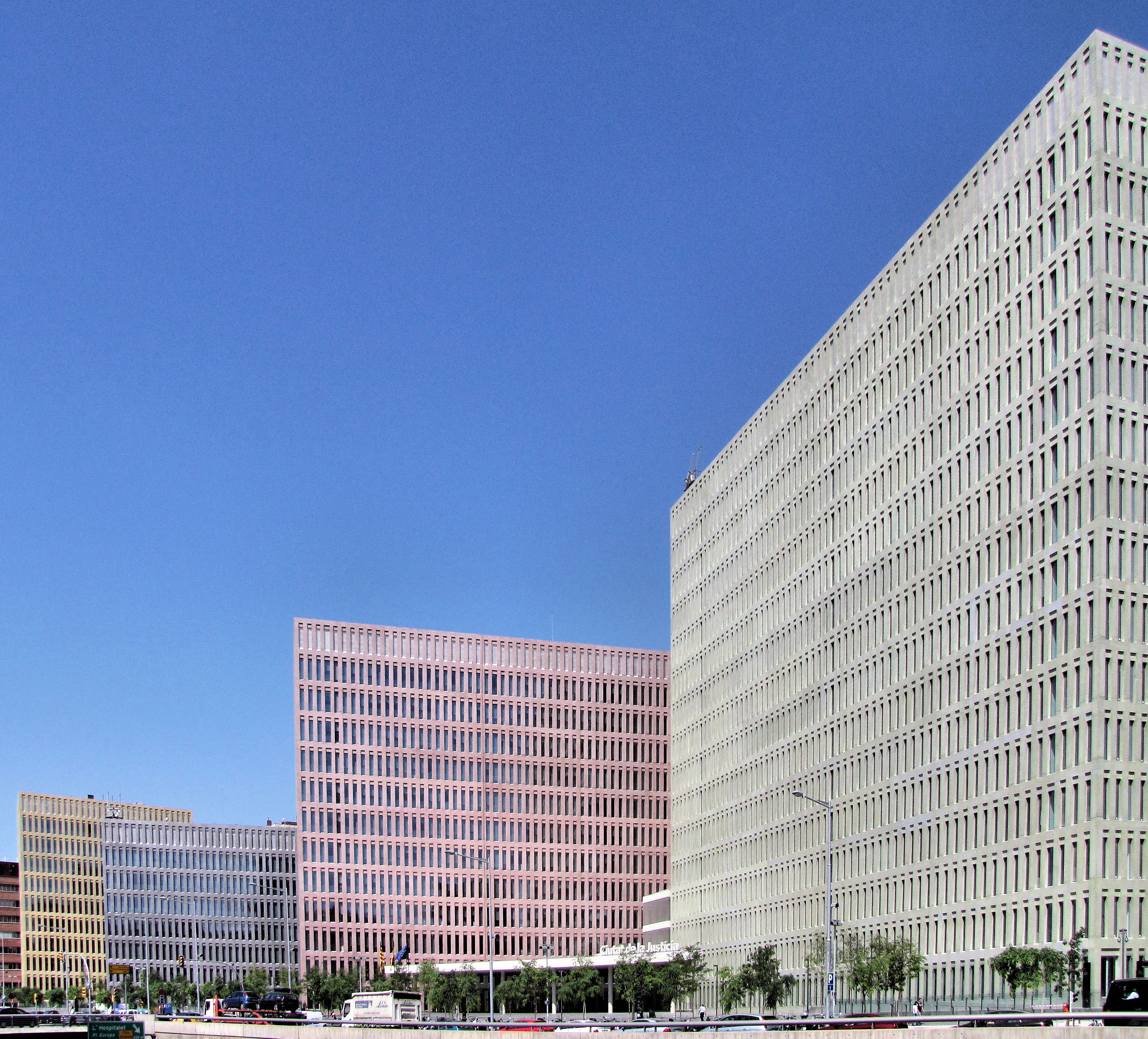
Az Igazság Városa, Barcelona
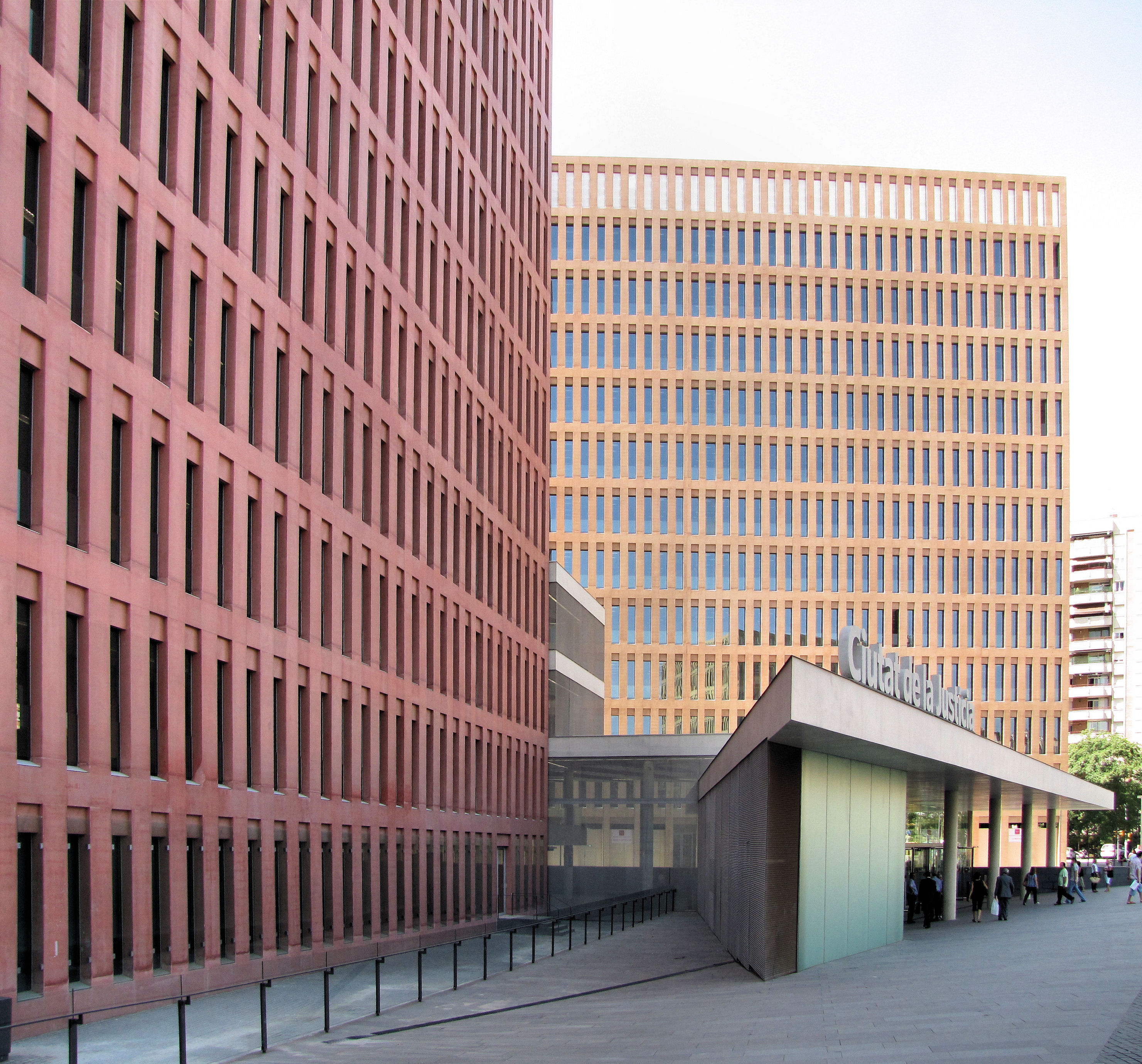
Az Igazság Városa, Barcelona
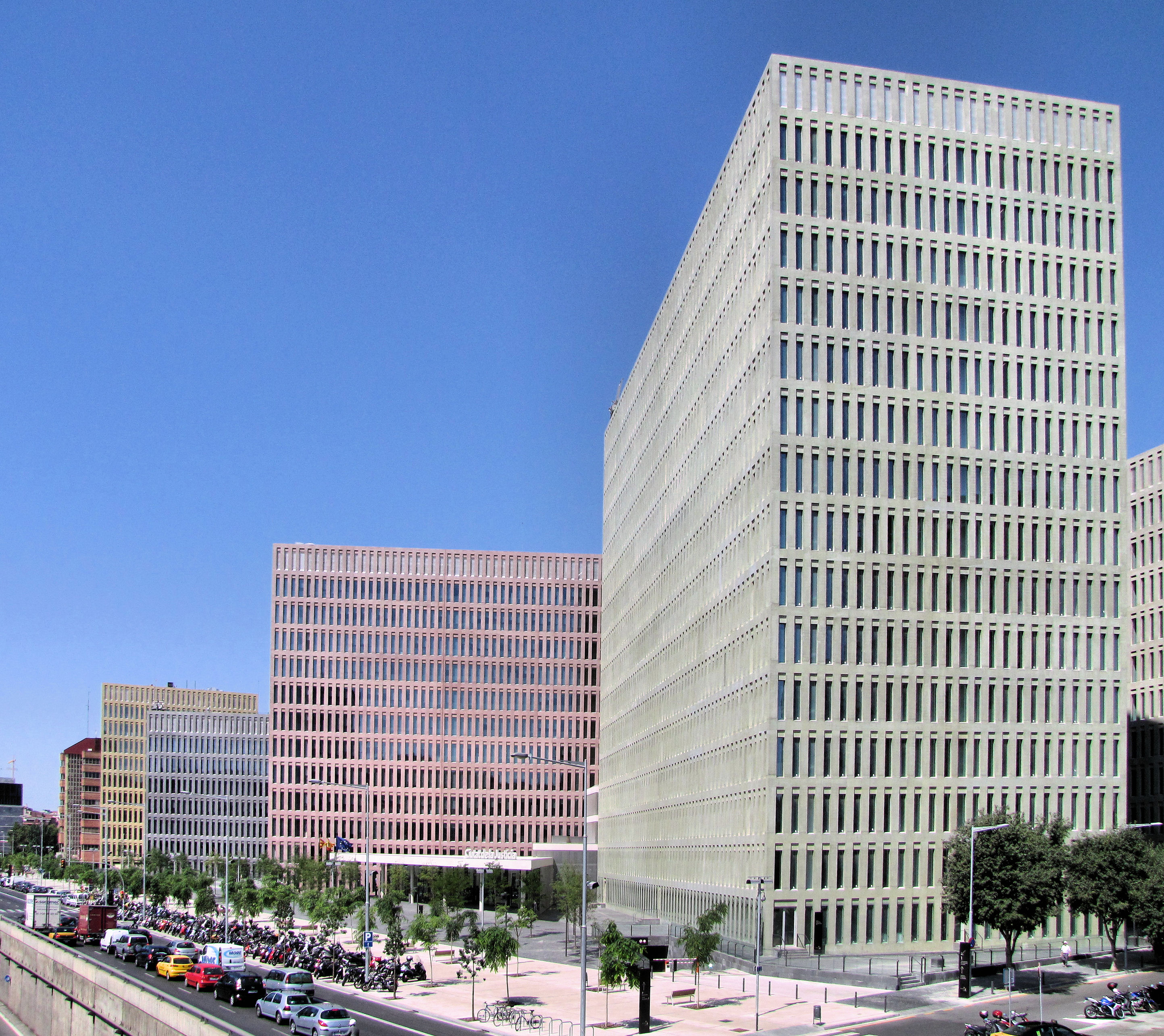
Az Igazság Városa, Barcelona

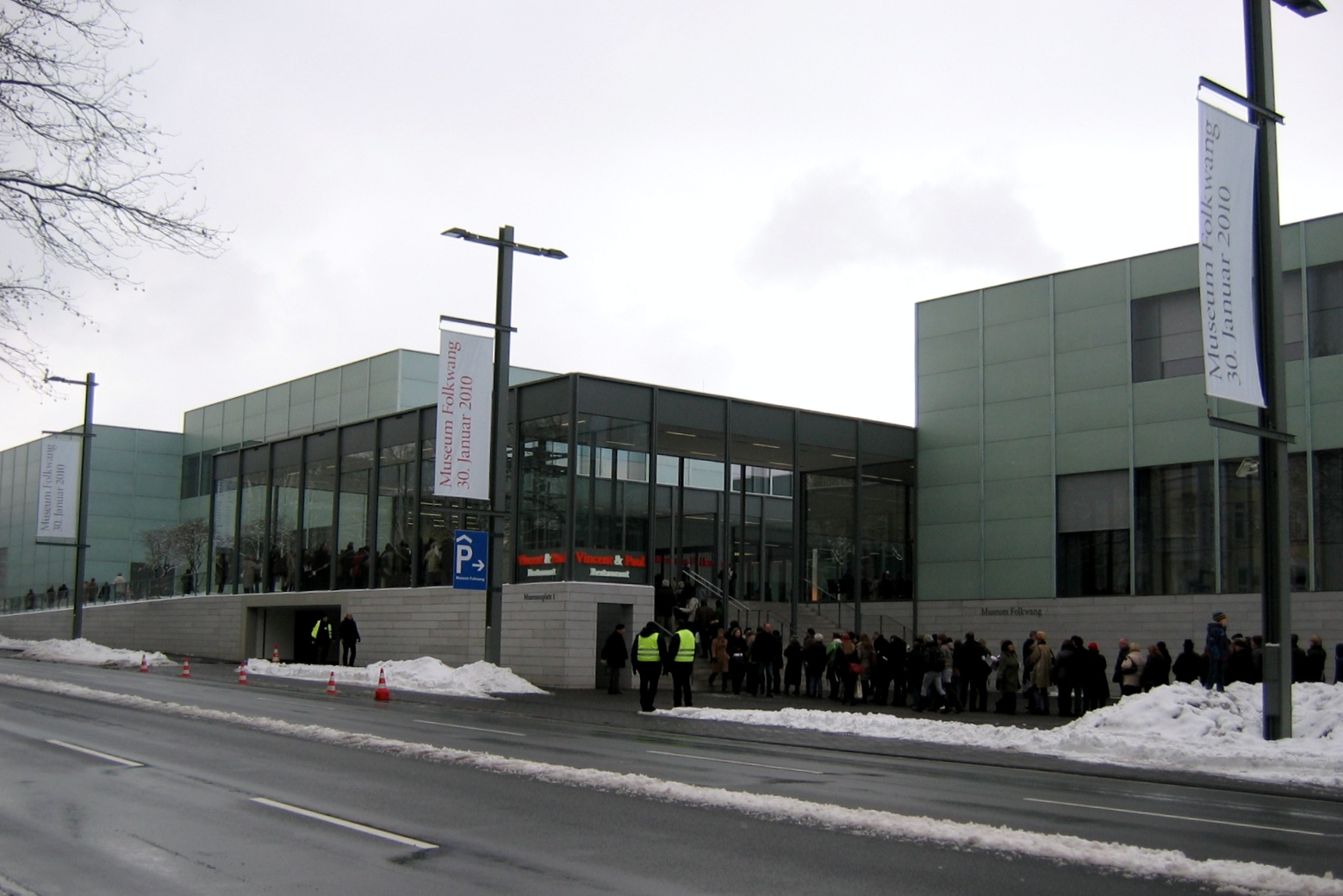
A 2010-re elkészült Museum Folkwang Essenben.

1994-ben Chipperfield volt az egyetlen brit építész, aki bejutott a londoni Tate Modern tervezésére kiírt nemzetközi pályázat döntőjébe. A megbízást végül nem ő nyerte el, de ezt követően számos múzeumépület tervezésére kapott felkérést. A sikeresebbek közül kiemelkedik a Gotoh Museum (Csiba, Japán, 1988-1991), az alaszkai Anchorage városi múzeuma (2003-2009), a Turner Contemporary a britanniai Margate-ben (2006-2011). 2010-re készült el a németországi Essenben található Museum Folkwang bővítése, amelyet az Európa kulturális fővárosa programsorozat keretében avattak fel.
Városi léptékű tervei közül kiemelkedik Sanghaj neves sétálóutcája, a Rockbund rendezése, illetve a berlini Múzeum-sziget rekonstrukciójára készített terv. Ez utóbbi keretében készült el legismertebb műve, a Neues Museum helyreállítása 1997-2009 között. A második világháborúban súlyosan megsérült, ezt követően évtizedekig romosan álló épületet Chipperfield eredeti tömegében állította helyre, ám célja nem a teljes rekonstrukció volt. Az újjáépített termekben és homlokzatokon visszahelyezték a megmaradt és fellelhető eredeti maradványokat, de nagyobb részük kétségtelenül új. A végeredmény éppúgy emlékeztet az épület eredeti állapotára, mint a háború és az azóta eltelt évek pusztítására.

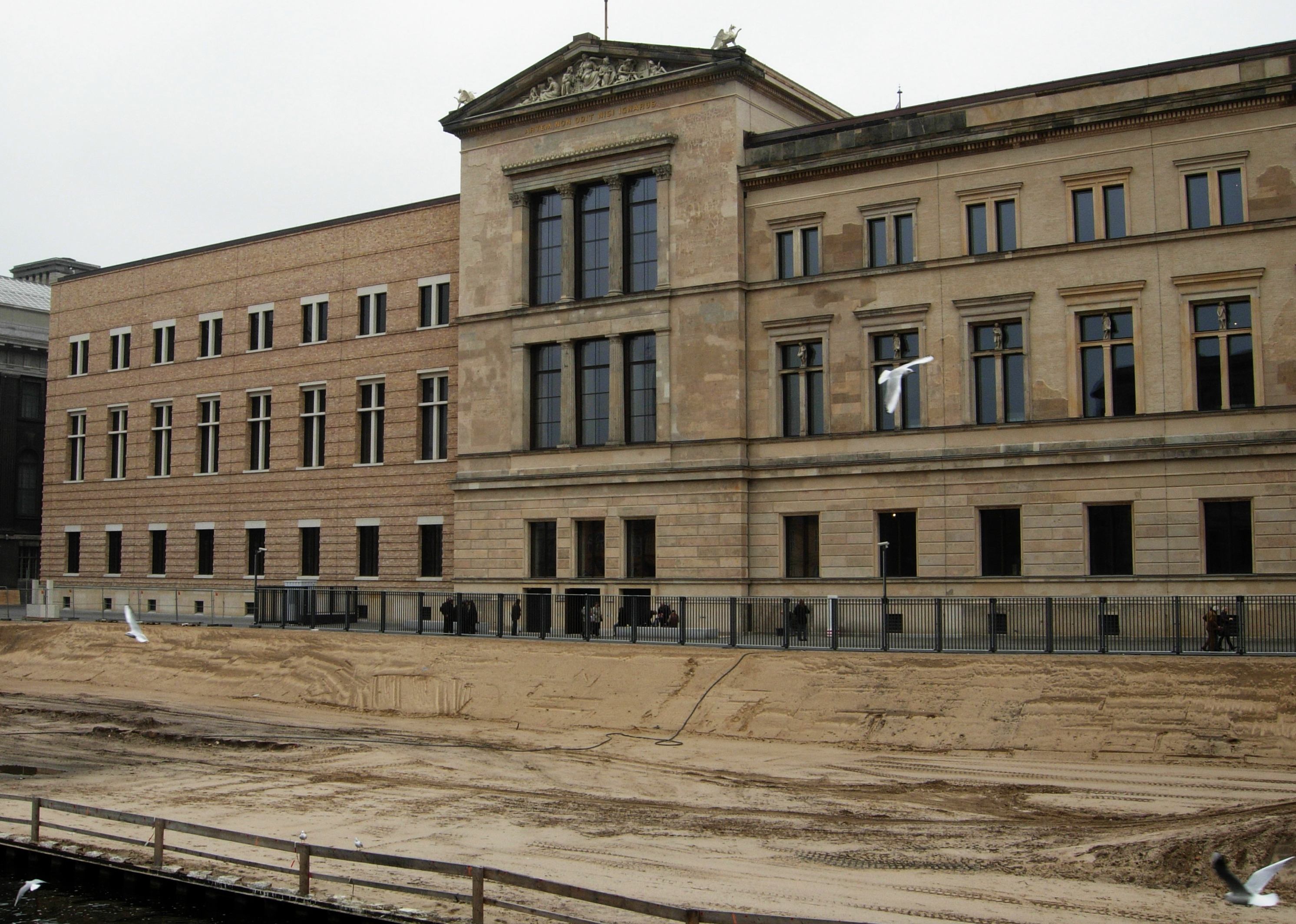
A megújult Neues Museum homlokzata 2009-ben
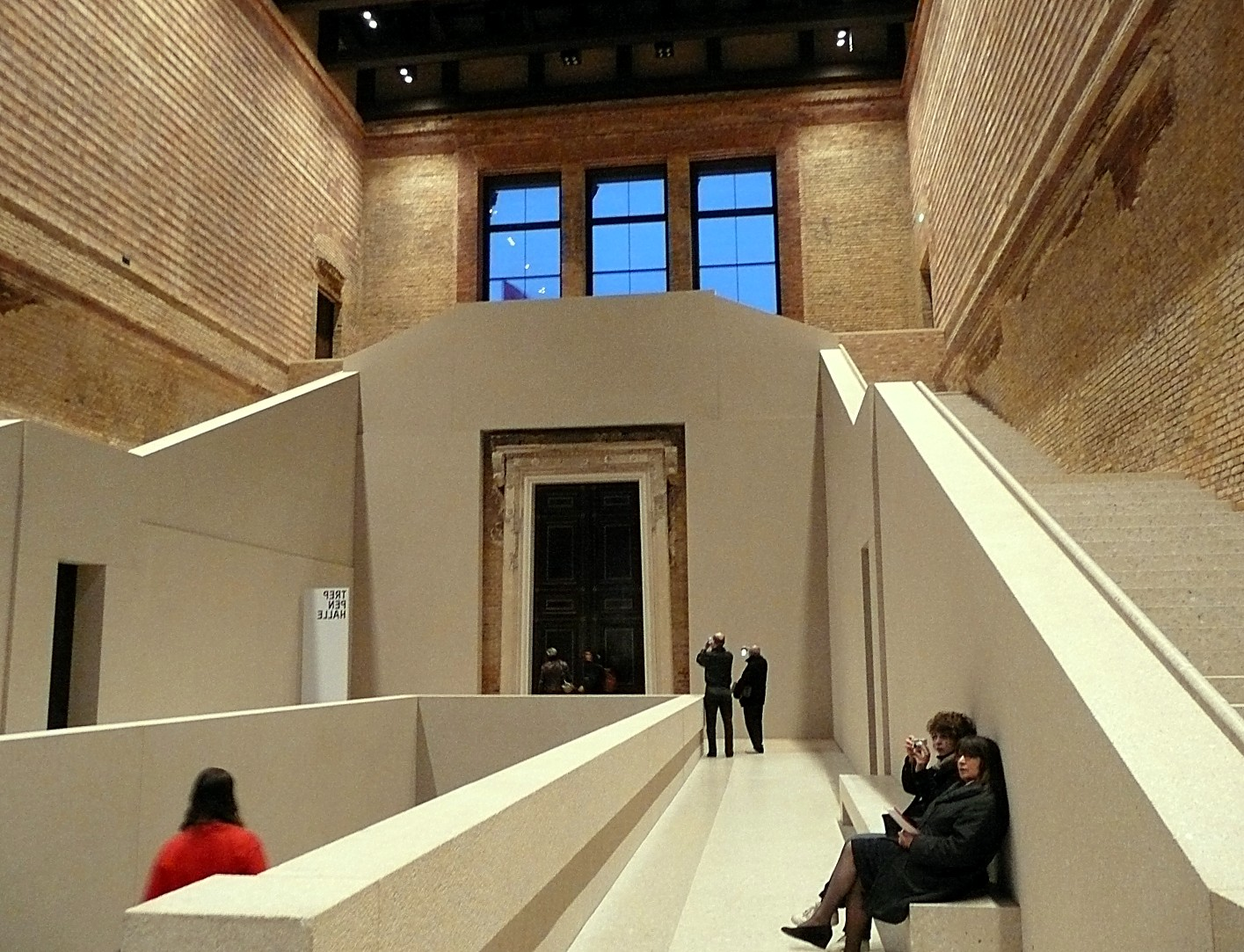
A Neues Museum újjáépített lépcsőháza
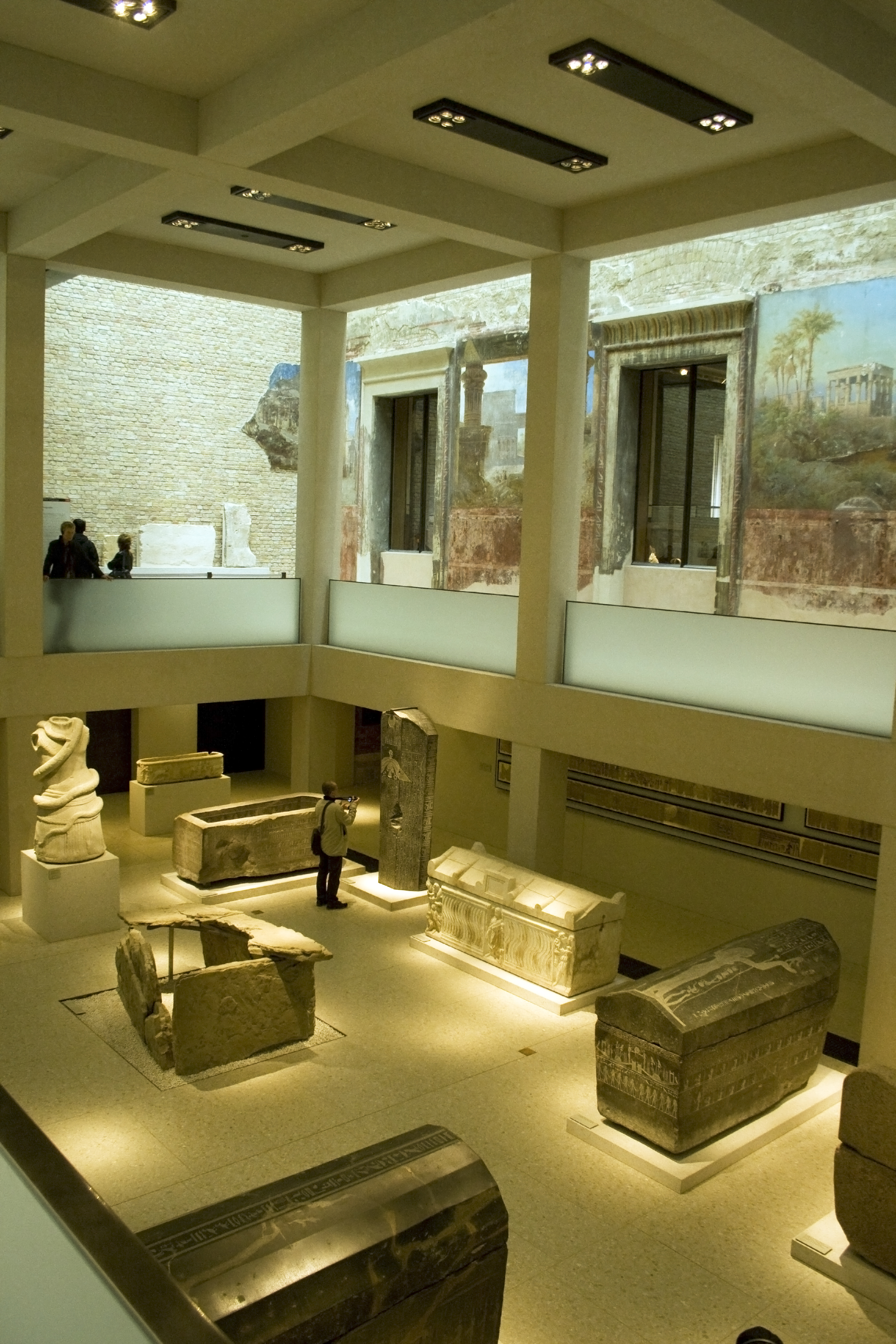
A teljesen új kialakítású, galériás egyiptomi udvar
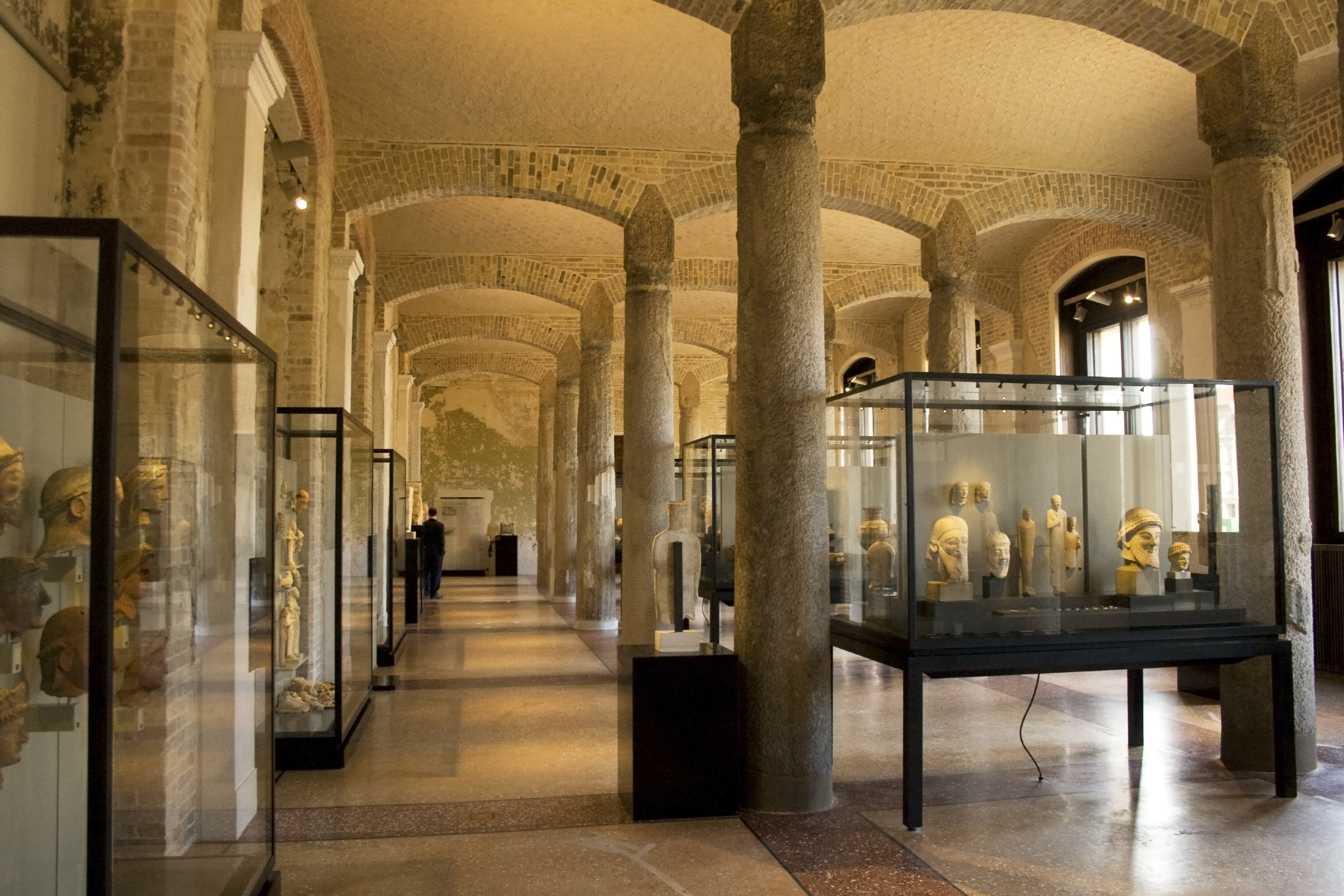
Az ókori ciprusi gyűjtemények újjáépített terme

A Neues Museum felújítása Chipperfieldnek komoly szakmai sikert hozott. A munkát Europa Nostra-díjjal, valamint az Európai Unió legkomolyabb építészeti kitüntetésével, Mies van der Rohe-díjjal ismerték el. A múzeum felújítása 2010-ben bejutott a Stirling-díjra jelölt alkotások fináléjába is. A Múzeum-sziget helyreállítása a következő években folytatódik az ugyancsak Chipperfield tervei alapján készülő, James Simonról elnevezett bejárati épülettel. Emellett 2012-ben irodája megnyerte a nemzetközi pályázatot a berlini Neue Nationalgaleria Ludwig Mies van der Rohe tervezte, híres épületének felújítására.
A nagy léptékű megbízások mellett Chipperfield rendszeresen tervez családi házakat, illetve irodájának tervei alapján épült a világhírű brit szobrász, Antony Gormley műterme Londonban.